# Fricativa dorsopalatale velare sorda
La fricativa dorsopalatale velare sorda è una consonante presente in alcuni dialetti della lingua svedese, indicata col simbolo [ɧ], che si forma unendo ʃ e x.
Il fono non è presente nella lingua italiana.